# Copa del Emir de Catar 2017
La Copa del Emir de Catar 2017 fue la 45ta edición del torneo de copa del fútbol masculino en Catar. Es jugado entre equipos pertenecientes a las dos primeras divisiones de la estructura de ligas del fútbol catarí.
El Al-Sadd obtuvo la copa, y se aseguró un lugar en la fase de grupos de la Liga de Campeones de la AFC 2018.

## Modalidad
La Copa del Emir de Catar 2017 se jugará con un sistema de eliminación directa (como en la FA Cup inglés) en la cual los equipos disputan la llave en un partido. El torneo cuenta con la participación de 18 conjuntos, siendo 14 de la Stars League de Catar, y 4 de la Qatargas League.
Los cuatro equipos de la segunda división se enfrentan en la ronda uno, de donde salen dos equipos. En la segunda ronda, se suman a 6 equipos de la máxima división, para determinar los 4 equipos que jugarán la ronda 3 con los equipos que cayeron eliminados en la misma ronda en el torneo anterior. De la misma forma, los 4 equipos que llegaron a semifinales el torneo anteriorː Al Rayyan, Lekhwiya SC, Al-Sadd y El-Jaish; quedan sembrados en los cuartos de final.

## Equipos participantes
| Equipos de la Stars League (14) - Al-Ahli - Al-Arabi - Al-Gharafa SC - Al-Kharitiyath SC - Al-Khor SC - Al Rayyan SC - Al-Sadd SC - Al-Sailiya SC - Al-Wakrah SC - El Jaish SC - Lekhwiya SC - Muaither SC - Al-Shahania SC - Umm-Salal | Qatargas League (4) - Al-Markhiya - Al-Mesaimeer - Al-Shamal - Qatar SC |

## Rondas preliminares

### Ronda 1
Los cuatro equipos de la segunda división entraron en esta ronda, los ganadores clasificaron a la ronda 2. Todos los partidos se jugaron el 9 de abril.
| Qatar SC    | 1 - 2 (enlace roto disponible en Internet Archive; véase el historial, la primera versión y la última). | Al-Mesaimeer | Hamad Bin Khalifa | Khamis Mohamed Al Kuwari | 9 de abril | 14:15 |
| Al-Markhiya | 1 - 0                                                                                                   | Al-Shamal    | Hamad Bin Khalifa | Sultan Alsufiani         | 9 de abril | 16:45 |

### Ronda 2
En esta ronda se suman 6 equipos de la primera división que se enfrentaron a los ganadores de la ronda anterior. Todos los partidos se jugaron el 23 de abril.
| Al-Markhiya  | 0 - 2                                                                                                   | Al Ahli      | Gran Hamad        | Abduallah Ali Adba       | 23 de abril | 14:15 |
| Al-Mesaimeer | 3 - 2 (enlace roto disponible en Internet Archive; véase el historial, la primera versión y la última). | Al-Arabi     | Hamad Bin Khalifa | Ahmed Alsaid             | 23 de abril | 14:15 |
| Al-Wakrah    | 3 - 5 (enlace roto disponible en Internet Archive; véase el historial, la primera versión y la última). | Al-Shahaniya | Gran Hamad        | Khamis Mohamed Al Kuwari | 23 de abril | 16:15 |
| Muaither SC  | 0 - 3 Archivado el 30 de noviembre de 2017 en Wayback Machine.                                          | Al-Khor      | Hamad Bin Khalifa | Salman Alfallahi         | 23 de abril | 16:15 |

### Ronda 3
En esta ronda se suman los 4 equipos que cayeron eliminados en la misma ronda en el torneo anterior, quienes se enfrentaron a los ganadores de la ronda 2. Los partidos de esta fase se jugaron entre el 27 y 28 de abril.
| Al Gharafa     | 2 - 0 Archivado el 30 de noviembre de 2017 en Wayback Machine.       | Al-Mesaimeer | Hamad Bin Khalifa | Mohammad Ahmed Alshammri | 27 de abril | 14:15 |
| Al-Sailiya     | 2(3) - (4)2 Archivado el 30 de noviembre de 2017 en Wayback Machine. | Al-Khor      | Hamad Bin Khalifa | Abdulrahman Al Jassim    | 27 de abril | 16:45 |
| Al Kharaitiyat | 3(4) - (2)3 Archivado el 30 de noviembre de 2017 en Wayback Machine. | Al Ahli      | Gran Hamad        | Saoud Ali Al Adba        | 28 de abril | 14:15 |
| Umm Salal SC   | 2 - 1 Archivado el 30 de noviembre de 2017 en Wayback Machine.       | Al-Shahaniya | Gran Hamad        | Salman Alfallahi         | 28 de abril | 16:45 |

## Fase Final

### Llaves
|  | Cuartos de final | Cuartos de final | Cuartos de final |             |           | Semifinales | Semifinales | Semifinales |  |           | Final     | Final | Final |  |
|  |                  |                  |                  |             |           |             |             |             |  |           |           |       |       |  |
|  |                  |                  |                  |             |           |             |             |             |  |           |           |       |       |  |
|  | Al Rayyan        | Al Rayyan        | 2                |             |           |             |             |             |  |           |           |       |       |  |
|  | Al Rayyan        | Al Rayyan        | 2                |             |           |             |             |             |  |           |           |       |       |  |
|  | Al Gharafa       | Al Gharafa       | 1                |             |           |             |             |             |  |           |           |       |       |  |
|  | Al Gharafa       | Al Gharafa       | 1                |             | Al Rayyan | Al Rayyan   | 3           |             |  |           |           |       |       |  |
|  |                  |                  |                  |             | Al Rayyan | Al Rayyan   | 3           |             |  |           |           |       |       |  |
|  |                  |                  | Lekhwiya SC      | Lekhwiya SC | 1         |             |             |             |  |           |           |       |       |  |
|  | Lekhwiya SC      | Lekhwiya SC      | Lekhwiya SC      | Lekhwiya SC | 1         | 3           |             |             |  |           |           |       |       |  |
|  | Lekhwiya SC      | Lekhwiya SC      |                  |             |           |             |             |             |  |           |           |       |       |  |
|  | Al-Khor          | Al-Khor          | 1                |             |           |             |             |             |  |           |           |       |       |  |
|  | Al-Khor          | Al-Khor          | 1                |             |           |             |             |             |  | Al Rayyan | Al Rayyan | 1     |       |  |
|  |                  |                  |                  |             |           |             |             |             |  | Al Rayyan | Al Rayyan | 1     |       |  |
|  |                  |                  | Al-Sadd          | Al-Sadd     | 2         |             |             |             |  |           |           |       |       |  |
|  | Al-Sadd          | Al-Sadd          | Al-Sadd          | Al-Sadd     | 2         | 4           |             |             |  |           |           |       |       |  |
|  | Al-Sadd          | Al-Sadd          |                  |             |           |             |             |             |  |           |           |       |       |  |
|  | Al-Kharitiyath   | Al-Kharitiyath   | 1                |             |           |             |             |             |  |           |           |       |       |  |
|  | Al-Kharitiyath   | Al-Kharitiyath   | 1                |             | Al-Sadd   | Al-Sadd     | 2           |             |  |           |           |       |       |  |
|  |                  |                  |                  |             | Al-Sadd   | Al-Sadd     | 2           |             |  |           |           |       |       |  |
|  |                  |                  | El-Jaish         | El-Jaish    | 0         |             |             |             |  |           |           |       |       |  |
|  | El-Jaish         | El-Jaish         | El-Jaish         | El-Jaish    | 0         | 5           |             |             |  |           |           |       |       |  |
|  | El-Jaish         | El-Jaish         |                  |             |           |             |             |             |  |           |           |       |       |  |
|  | Umm Salal        | Umm Salal        | 3                |             |           |             |             |             |  |           |           |       |       |  |
|  | Umm Salal        | Umm Salal        | 3                |             |           |             |             |             |  |           |           |       |       |  |
|  |                  |                  |                  |             |           |             |             |             |  |           |           |       |       |  |

### Cuartos de final
Los cuatro semifinalistas de la Copa del Emir de Catar 2016 parten en esta ronda, donde se enfrentaron a los ganadores de la ronda 3. Los ganadores clasifican a las semifinales, y se aseguran de empezar a jugar desde esta etapa en la próxima edición. Los partidos de esta fase se jugaron entre el 3 y 6 de mayo.
| Al Rayyan   | 2 - 1 (enlace roto disponible en Internet Archive; véase el historial, la primera versión y la última). | Al Gharafa     | Jassim Bin Hamad     | Khamis Al Marri       | 3 de mayo | 15:45 |
| Lekhwiya SC | 3 - 1 (enlace roto disponible en Internet Archive; véase el historial, la primera versión y la última). | Al-Khor        | Jassim Bin Hamad     | Abdulhadi Alruwaili   | 4 de mayo | 15:45 |
| Al-Sadd     | 4 - 1 Archivado el 30 de noviembre de 2017 en Wayback Machine.                                          | Al Kharaitiyat | Abdullah bin Khalifa | Abdulrahman Al Jassim | 5 de mayo | 15:45 |
| El-Jaish    | 5 - 3 Archivado el 30 de noviembre de 2017 en Wayback Machine.                                          | Umm Salal      | Abdullah bin Khalifa | Abduallah Ali Adba    | 6 de mayo | 15:45 |

### Semifinales
Los partidos de esta fase se jugaron entre el 13 y 14 de mayo.
| Al Rayyan | 3 - 1 (enlace roto disponible en Internet Archive; véase el historial, la primera versión y la última). | Lekhwiya SC | Jassim Bin Hamad | Khamis Mohamed Al Kuwari | 13 de mayo | 15:45 |
| Al-Sadd   | 2 - 0 Archivado el 30 de noviembre de 2017 en Wayback Machine.                                          | El-Jaish    | Jassim Bin Hamad | Saoud Ali Al Adba        | 14 de mayo | 15:45 |

### Final
La final del torneo se jugó el 19 de mayo.
| Al Rayyan | 1 - 2 Archivado el 30 de junio de 2017 en Wayback Machine. | Al-Sadd | Khalifa International Stadium | Gianluca Rocchi | 19 de mayo | 16:00 |

## Cuadro Final
| Cuadro de Honor Copa del Emir de Catar 2017 | Cuadro de Honor Copa del Emir de Catar 2017 | Cuadro de Honor Copa del Emir de Catar 2017                  |
| Equipo                                      | Premio                                      | Título(s)                                                    |
| ------------------------------------------- | ------------------------------------------- | ------------------------------------------------------------ |
| Al-Sadd                                     | Campeón                                     |                                                              |
| Al-Rayyan                                   | Subcampeón                                  | 1973 · 1977 · 1982 · 1992 · 1996 · 1997 · 2000 · 2009 · 2017 |
| Lekhwiya SC                                 | Semifinalistas                              |                                                              |
| El-Jaish                                    | Semifinalistas                              |                                                              |